# Pseudothericles
Pseudothericles är ett släkte av insekter. Pseudothericles ingår i familjen Thericleidae.
Kladogram enligt Catalogue of Life:
| Pseudothericles | \| \| Pseudothericles compressifrons \| \| \| \| \| \| Pseudothericles jallae \| \| \| \| |
|                 | \| \| Pseudothericles compressifrons \| \| \| \| \| \| Pseudothericles jallae \| \| \| \| |
|                 | Pseudothericles compressifrons                                                            |
|                 |                                                                                           |
|                 | Pseudothericles jallae                                                                    |
|                 |                                                                                           |